# Val (Rychnov nad Kněžnou-i járás)
Val település Csehországban, Rychnov nad Kněžnou-i járásban. Val Chlístov, Bačetín, Ohnišov és Dobruška településekkel határos. Lakosainak száma 301 fő (2024. január 1.).

## Népesség
A település lakosságának változását az alábbi diagram mutatja:
| Lakosok száma | 587  | 588  | 503  | 332  | 312  | 287  | 299  | 302  | 301  | 301  |
|               | 1869 | 1890 | 1921 | 1950 | 1980 | 2001 | 2017 | 2019 | 2022 | 2024 |